# Casalanguida
Casalanguida è un comune italiano di 816 abitanti della provincia di Chieti in Abruzzo. Fa parte della Comunità montana Medio Vastese.

## Origini del nome
Il nome del paese deriva dal latino tardo languena che significa "terra di confine". 

## Storia
Nel XII secolo fu feudo di un milite e posseduto da Mathias de Carpeneto a sua volta subfeudatario di Raynaldus de Montis Ferrantis, in questo periodo il paese veniva chiamato Casalangenam in Terra Burellensi.

### Simboli
Lo stemma e il gonfalone del comune di Casalanguida sono stati concessi con decreto del presidente della Repubblica del 21 giugno 1994.

## Monumenti e luoghi d'interesse
- Borgo fortificato. Il primo impianto risale al XIII secolo. Le torri di Casalanguida risalgono al XV secolo, una si trova in via Marconi (torre rivestita in cemento) la torre detta torre dei Cauli è inglobata nel palazzo dei Baroni Cauli di Policorno, l'altra in via Umberto I (torre rimaneggiata nel tempo) è inglobata nel palazzo Procaccini. Nelle strutture sono presenti vari frammenti lapidei, tra cui mensole, stipiti, architravi, davanzali, redondoni e doccioni. Sono realizzate in ciottoli di fiume, mentre la torre di Via Umberto I utilizza anche il laterizio.[7]
- Chiesa di Santa Maria Maddalena. Si trova in piazza Chiesa Madre. Il primo impianto è precedente al XIV secolo. La chiesa è menzionata nelle decime del 1324-25, susseguentemente fu ampliata nel XVI secolo e restaurata nel 1832 e nel 1843. La facciata intonacata è a capanna con coronamento a timpano. Il portale in pietra sagomata risale all'epoca cinquecentesca. L'interno è a tre navate e sopra l'ingresso vi è un organo in legno policromo.[8]
- Fontana San Rocco. È sita all'incrocio di via Straripola e via Nuova. Risale al XIX secolo ed è in stile neoclassico. La costruzione principale ha due ingressi ad arco a sesto ribassato, mentre il corpo centrale ha pianta quadrangolare con gli angoli smussati. Sopra vi sono delle sculture verosimilmente raffiguranti dei cavalli alati.[9]
- Borgo fortificato di Policorvo: si trova in questa località,  al confine con Carpineto Sinello, consiste in un casale dell'XI secolo, ricostruito nel XVIII, anticamente un castello, e nella sua cappella palatina.

## Società

### Evoluzione demografica
Abitanti censiti